# 逆向拍賣
逆向拍賣（英語：Reverse auction）也稱為荷蘭式拍賣、減價拍賣、反向拍賣。有別於傳統的正向拍賣竞拍者由低往高喊价，喊价最高者得标的形式，逆向拍賣是从某个设定的价格开始从高往低喊价，首个应价的竞拍者得标，并支付当时所喊到的价格。这种拍卖形式適用会随时间腐坏变质或者过期失效的商品，例如新鲜蔬菜水果、花卉、飛機票、球賽門票等等。竞拍者虽然可以选择继续等待以获得更优惠的价格，但也要承担其他竞拍者先行抢到商品的风险。